# 송도원역
송도원역(松濤園驛)은 조선민주주의인민공화국 강원도 원산시에 위치한 송도원선의 종착역이다. 송도원국제소년단야영소로의 접근을 편리하게 하기 위해 건설되었다. 개통식 열차로는 선군붉은기 1호가 이용되었다.

## 연혁
- 2014년 9월 23일: 송도원선 개통과 함께 영업 개시[1][2]